# 菅原貴人
菅原 貴人（すがはら たかひと、1996年9月22日 - ）は、ジャパンラグビーリーグワン花園近鉄ライナーズに所属するラグビー選手。

## プロフィール
- 奈良県出身[1]。
- ポジションはロック(LO)、フランカー(FL)。
- 身長 185 cm、体重 105 kg

## 略歴
2015年、御所実業高校卒業後、帝京大学に入る。
2019年、帝京大学卒業後、近鉄ライナーズ(現・花園近鉄ライナーズ)に加入。同年11月17日に行われたトップチャレンジリーグ第1節清水建設ブルーシャークス戦に先発出場で公式戦初出場を果たす。